# Jacundá
Jacundá este un oraș în Pará (PA), Brazilia.